# Segments récurrents du Colbert Report
Cette page regroupe la liste des segments récurrents du Colbert Report en plus des monologues du présentateur Stephen Colbert, et des interviews.
- Haut – A
- B
- C
- D
- E
- F
- G
- H
- I
- J
- K
- L
- M
- N
- O
- P
- Q
- R
- S
- T
- U
- V
- W
- X
- Y
- Z
- 0-9

## 0-9
5 x Five
(en français : « 5 x cinq »)
Déclinaisons :
- Colbert Report on America
- Colbert Report Characters
- Colbert Report on Election 2012
- Colbert Report on Influential Women
- Colbert Report on Influential Men
- Colbert Report on Lamestream Media
- Colbert Report on Religion
- Colbert Report on Unions
- Hot Button Issues

## A
A Rare Apology
(en français : « De rares excuses »)
 A Rare Correction
(en français : « Une rare correction »)
 Advice To The Gods
(en français : « Conseil aux Dieux »)
 All You Need To Know
(en français : « Tout ce que vous devez savoir »)
 Alpha Dog of the Week
(en français : « Le mâle dominant de la semaine »)
 Around the World in 11.6 Seconds
(en français : « Autour du monde en 11,6 secondes »)
 The Axis of Evil of the Week
(en français : « L'Axe du mal de la semaine »)

## B
Better Know a District
(en français : « Mieux connaître son district »)
Better Know a District est un segment où Colbert interviewe des membres du Congrès depuis leurs districts, et a pour objectif de remplir les 434 espaces sur sa carte, soit autant de circonscriptions américaines. Le segment est introduit par Colbert qui fait une brève histoire du district, puis Stephen pose des questions tendancieuses à son représentant.
Segments dérivés :
- Better Know a Beatle
- Better Know a Challenger
- Better Know a Cradle of Civilization
- Better Know an Enemy
- Better Know a Founder
- Better Know a Governor
- Better Know a Kissinger
- Better Know a Lobby
- Better Know a Made Up District
- Better Know a Memory
- Better Know a Parliamentarian
- Better Know a President
- Better Know a Presidential Candidate Who'll Talk to Me
- Better Know a Protectorate
- Better Know a Riding
- Better Know a Stephen
- Betterer Know a District
- Meet an Ally

 Blood in the Water
(en français : « Du sang dans l'eau »)
 Bring 'Em Back or Leave 'Em Dead
(en français : « Ramène-les ou laisse-les morts »)

## C
Cheating Death with Dr. Stephen T. Colbert, D.F.A.
(en français : « Duper la Mort avec le Dr Stephen T. Colbert, Docteur en arts »)
 Colbert Platinum
(en français : « Colbert Platine »)
Segments dérivés :
- Colbert Aluminum

 Colbert Report Special Repor-t
(en français : « Rapport spécial du Colbert Report »)
 Cold War Update
(en français : « Mise à jour sur la guerre froide »)
 The Craziest F#?king Thing I've Ever Heard
(en français : « Le truc le plus dingue que j'ai jamais entendu »)

## D
The DaColbert Code
(en français : « Le code DaColbert »)
 Das BootyThe Search For Hitler's Gold
(en français : « Das butin : À la recherche de l'or d'Hitler »)
 Dead to Me
(en français : « Mort à mes yeux »)
 Democralypse Now!
(en français : « Democralypse Now! »)
 Difference Makers
(en français : « Ceux qui font la différence »)
 Do's vs Don't's
(en français : « “Ce qu'il faut faire” vs “Ce qu'il ne faut pas faire” »)

## E
The Enemy Within
(en français : « L'ennemi interne »)

## F
Formidable Opponent
(en français : « L'adversaire formidable »)
 The Four Horsemen of the A-Pop-calypse
(en français : « Les quatre cavaliers de l'A-Pop-calypse »)
 Fracts
(en français : « Fraits »)

## I
I Called It
(en français : « Je l'ai appelé »)
 The In-Box
(en français : « La boîte aux lettres »)
 Indecision
(en français : « Indécision »)
Déclinaisons :
- Indecision 2006
- Indecision 2008: Don't Fuck This Up America (« Ne merde pas, Amérique »)
- Indecision 2010: Revenge of the Fallen (« La Revanche des vaincus »)
- Indecision 2012

 It Could Be Worse
(en français : « Ça pourrait être pire »)

## J
Judge, Jury & Executioner
(en français : « Juge, juré et bourreau »)

## L
The Lost O'Reilly Tapes
(en français : « Les cassettes perdues de O'Reilly »)

## M
Monkey on the Lam
(en français : « Le singe sur l'agneau »)
 Movies That Are Destroying America
(en français : « Les films qui détruisent l'Amérique »)
Séries dérivées :
- Credits That Are Destroying America
- Oscars That Are Destroying America
- Trailers That Are Destroying America

## N
Nailed 'Em
(en français : « On les a eu »)
 National TreasurePortrait Of Stephen
(en français : « Trésor national : Portrait de Stephen »)

## O
On Notice
(en français : « Vous êtes avertis »)
 Operation Iraqi StephenGoing Commando
(en français : « Opération Stephen l'Irakien : Devenir commando »)

## P
People Destroying America
(en français : « Les gens qui détruisent l'Amérique »)
 The Pulse
(en français : « Le pouls »)

## S
Sam Waterston Says Things You Should Never Believe in a Trustworthy Manner
(en français : « Sam Waterston dit des choses que vous ne devriez jamais croire d'une manière crédible »)
 Smokin' Pole
(en français : « Mât fumant »)
 Sport Report
(en français : « Rapport sportif »)
 Stephen Colbert's Balls for Kidz
(en français : « Les balles de Stephen Colbert pour les z'enfants »)
 Stephen Colbert's Fallback Position
(en français : « La position de repli de Stephen Colbert »)
 Stephen Hawking is Such an A-Hole
(en français : « Stephen Hawking est un trou du cul »)
 Stephen's Laws of Love
(en français : « Les lois de l'amour de Stephen »)
 Stephen Settles the Debate
(en français : « Stephen calme le débat »)
 Stephen's Sound Advice
(en français : « Les conseils judicieux de Stephen »)

## T
Threat Down
(en français : « Les menaces (?) »)
 Tip of the Hat, Wag of the Finger
(en français : « coup de chapeau, signe du doigt »)
 Thought for Food
(en français : « Une pensée pour du pain »)

## U
Un-American News
(en français : « Nouvelles non-Américaines »)
 Under the Desk
(en français : « Sous le bureau »)

## W
Was It Really That Bad?
(en français : « Est-ce que c'était vraiment si terrible ? »)
 Where in the World and when in Time is Stephen Colbert Going to be in the Persian Gulf?
(en français : « Où et quand Stephen Colbert va-t-il aller gans le golfe persique ? »)
 Who's Honoring Me Now?
(en français : « Qui m'honore maintenant ? »)
Segments dérivés :
- Who's Attacking Me Now?
- Who's Not Honoring Me Now?
- Who's Riding My Coattails Now?

 The Wørd
(en français : « Le Møt »)
The Wørd est un segment qui apparaît fréquemment dans le Colbert Report, au cours duquel Colbert choisit un mot ou une phrase pour illustrer son sujet, alors que d'autres mots sont inscrits sur la partie droite de l'écran, qui illustrent ou contredisent sarcastiquement ce qu'il est en train de dire. The Wørd parodie le segment Talking Points Memo de l'émission The O'Reilly Factor. Le segment est le plus ancien de l'émission, et est apparu dès le premier épisode du 17 octobre 2005, où fut inventé le mot « Truthiness ».
 Wrist Watch
(en français : « Alerte au poignet »)

## Y
Yahweh or No Way
(en français : « Yahvé ou pas »)
 Yet Another Day
(en français : « Encore un autre jour »)